# Тищенко, Вячеслав Евгеньевич
Вячеслав Евгеньевич Ти́щенко (1861—1941) — советский химик-органик. Академик АН СССР. Лауреат Сталинской премии второй степени.

## Биография
Родился 7 (19) августа 1861 года в Санкт-Петербурге в семье служащего. Окончил в 1879 году Санкт-Петербургскую 5-ю гимназию и поступил в Императорский Санкт-Петербургский университет на естественное отделение физико-математического факультета. После окончания в 1883 году университета со званием кандидата, с февраля 1884 года был оставлен для подготовки к профессорскому званию и в сентябре стал лаборантом химической лаборатории в отделении Менделеева, был его ассистентом до 1890 года.
Научную деятельность начал ещё в студенческие годы. В 1882 году в лаборатории органической химии университета под руководством А. М. Бутлерова начал изучать взаимодействие параформальдегида с водными растворами галогеноводородных кислот. Результаты исследований печатались в «Журнале Русского физико-химического общества» в 1883, 1884 годах. В научном плане Тищенко начал заниматься сравнительным изучением химической природы различных сортов нефти. Он установил, что бакинская нефть содержит те же углеводороды, что и американская. В 1891—1893 годах он продолжал эти исследования, и они также были опубликованы в «Журнале Русского физико-химического общества».
В июне 1891 года был назначен приват-доцентом по кафедре аналитической и технической химии.
В 1893 году после тщательного исследования различных сортов ячменя разработал новую технологию пивоварения для Калашниковского пивзавода. Весной 1893 года Советом Петербургского университета был командирован в Америку на Всемирную Колумбову выставку членом экспертной комиссии как делегат от Министерства финансов. В результате изучения терпентинного промысла в Америке он в 1895 году написал книгу «Канифоль и скипидар», удостоенную премии П. А. Ильенкова. Книга дала толчок развитию лесной промышленности в России.
В 1896 году Тищенко разработал рецептуры лабораторных стекол для завода И. Ритинга («Дружная горка»). Кроме обычных составных частей, он ввёл в стекло борный и фосфорный ангидриды, оксиды бария, магния, лития, цинка и др. Одно из них, стекло № 23, получило золотую медаль на Всемирной выставке в Париже в 1900 году.
В 1900—1915 годах он читал курс общей и органической химии в Женском медицинском институте. В 1902 году изобрёл склянку для промывки, осушения и поглощения газов. Эти «склянки Тищенко», простые и удобные в работе, известны каждому химику и используются и ныне в любой научной и технической лаборатории.
В 1899 году В. Е. Тищенко защитил магистерскую диссертацию «О действии амальгамированного алюминия на алкоголи». В этой работе им было сделано открытие, имеющее большое теоретическое и практическое значение: ацетальдегид под влиянием алкоголята испытывал своеобразный вид конденсации и превращался в уксусноэтиловый эфир. Это наблюдение послужило отправным пунктом для дальнейших подробных исследований действия алкоголятов алюминия на альдегиды, составивших основу докторской диссертации Тищенко, которую он защитил в 1906 году. Реакция сложноэфирной конденсации альдегидов описывается в учебниках органической химии под названием «реакции Тищенко» и применяется в лабораториях для препаративного получения различных сложных эфиров. Реакция сложноэфирной конденсации представляет интерес и для практического применения — получения этилацетата, обладающего хорошей растворяющей способностью по отношению к эфирам целлюлозы и другим пленкообразующим веществам, что позволяет применять их в производстве нитроцеллюлозных и других лаков. Особенное значение приобрели нитроцеллюлозные лаки для покрытия автомобилей и самолётов. Развитием авто- и авиастроения обусловливался огромный рост производства растворителей для лаков, главным образом уксусных эфиров. Метод получения уксусных эфиров в промышленном масштабе по «реакции Тищенко» был осуществлен в 1935 году немецкой фирмой «Konsorzium fuer electrochemische Industrie». На родине учёного получение этилацетата по этому методу было также освоено, но несколько позже.
В 1912—1915 годах Тищенко занимал должность проректора Санкт-Петербургского университета, а в 1915—1918 годах был деканом физико-математического факультета. Во время Первой мировой войны состоял членом Военно-химического комитета. Был одним из инициаторов создания на базе этого комитета Российского института прикладной химии (ныне ГИПХ). В этом институте в течение 20 лет возглавлял лабораторию химически чистых реактивов.
При его непосредственном участии и руководстве впервые в СССР были запущены в ход производства многих химических препаратов. Он принимал участие в решении проблемы Кольских апатитов. Разработал новый метод получения диоксида титана из хибинской апатито-сфеновой породы для получения белил, а также аммиачный метод получения фтористых смесей, основанный на нейтрализации фтористоводородной кислоты, выделяемой из плавикового шпата, аммиаком. Тищенко разработал совершенно новый каталитический способ получения камфоры из скипидара (изомеризация альфа-пинена в камфен при действии различных мелкодисперсных глин). В 1928 году был избран членом-корреспондентом, в 1935 году — действительным членом АН СССР.
В 1934—1940 годах В. Е. Тищенко был директором Научно-исследовательского химического института при ЛГУ и, одновременно, заведующим отделением технической и аналитической химии. С 1939 года состоял куратором Лаборатории консервации и реставрации документов Академии Наук и редактором трудов этой лаборатории. Тищенко был первым биографом Д. И. Менделеева. В 1938 году он вместе с М. Н. Младенцевым (сотрудник Менделеева по Главной Палате мер и весов) выпустили первый том труда «Д. И. Менделеев, его жизнь и деятельность». Последние годы своей жизни Тищенко был занят работой по составлению второго тома этого труда.
В. Е. Тищенко принимал деятельное участие в работе Русского физико-химического общества (РФХО). В 1886—1888 годах его избирали помощником делопроизводителя химического отделения РФХО, в 1902—1941 годах он был делопроизводителем, учёным секретарём и редактором протоколов заседаний, а в 1927—1928 годах одновременно состоял председателем отделения прикладной химии; был организатором заседаний Общества, которые проходили всегда интересно при переполненной аудитории, направлял его работу, руководил составлением повесток и протоколов заседаний.
Скончался 25 февраля 1941 года после тяжелой болезни. Похоронен в Ленинграде на Волковом кладбище.

## Награды и премии
- Сталинская премия II степени (14 марта 1941, посмертно) — за изобретение изомеризационного метода синтеза камфоры из скипидара

## Труды
- Сборник избранных трудов. — Л., 1934.

## Адреса в Ленинграде
- Университетская набережная, 7—9[2]